# Trésor de Sa Majesté
Le trésor de Sa Majesté (anglais : His Majesty's Treasury ou HM Treasury) est un département exécutif du gouvernement britannique chargé de l'élaboration et de la mise en place des finances publiques et des politiques économiques.
Il est dirigé par Rachel Reeves, chancelier de l'Échiquier depuis le 5 juillet 2024.

## Historique

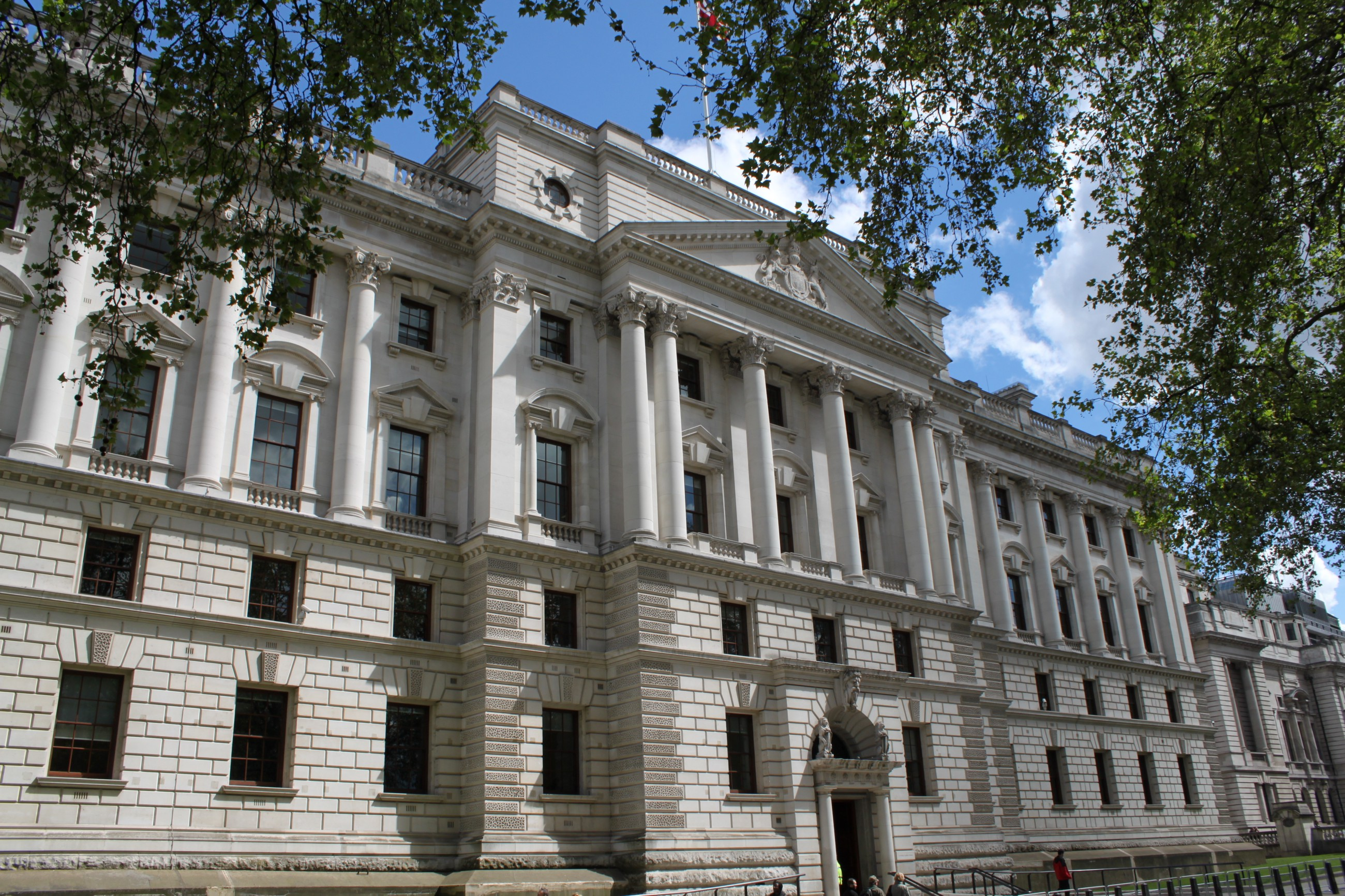
Entrée du siège principal du trésor britannique au no 1, Horse Guards Road, devant St James's Park, SW1.

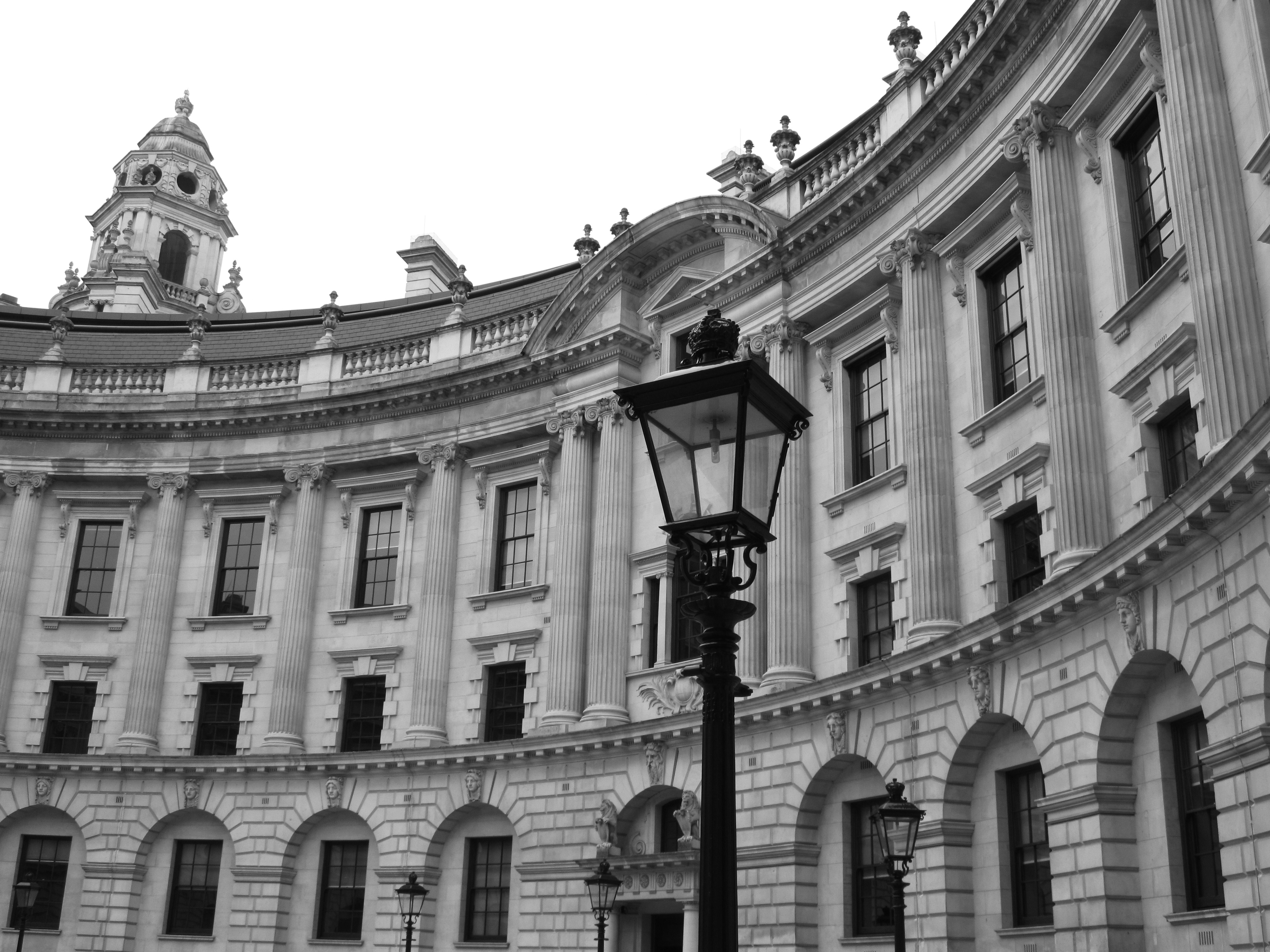
Vue sur le bâtiment du trésor de Sa Majesté depuis la cour intérieure.

Avant 1066 et la conquête normande par Guillaume le Conquérant, les Anglo-Saxons collectaient des impôts dont le plus connu est le Danegeld, impôt destiné à financer un tribut aux Vikings pour éviter leur invasion.
L'institution telle qu'on la connaît aujourd'hui semble avoir pris naissance en 1126 sous le règne d'Henri Ier Beauclerc, où la fonction devient indépendante de la cour. Un lord du Trésor (Lord Treasurer) est alors nommé qui devient le chef des officiers de la Couronne. À partir du règne des Tudor, celui-ci entra en concurrence avec le lord chancelier.
En 1667, Charles II nomme Sir George Downing (à qui l'on doit Downing Street) pour réformer le Trésor et la perception des impôts.
À partir du XVIIe siècle, la gestion du Trésor sera le plus souvent confiée à une commission, plutôt qu'à un seul individu, situation qui sera définitive en 1714. Les commissaires ont été considérés comme lords du Trésor, et étant donné l'ancienneté de fonction d'un certain nombre d'entre eux. Finalement, le premier-lord au Trésor en est venu à être considéré comme le chef naturel de tout gouvernement, et depuis Sir Robert Walpole commence à être connu, de façon non officielle, comme Premier ministre.
Avant 1827, si le premier-lord du Trésor était roturier, il occupait également le poste de chancelier de l'Échiquier. Par contre, si le premier-lord du Trésor était un pair, le second-lord devenait généralement chancelier. Depuis cette année-là, le chancelier de l'Échiquier a toujours été second lord du Trésor.

## Direction
Au 14 janvier 2025, l'équipe ministérielle du trésor se compose comme suit :
- Chancelier de l'Échiquier et second lord du Trésor : Rachel Reeves
  - Secrétaire en chef du Trésor : Darren Jones
  - Secrétaire parlementaire du Trésor : Alan Campbell
  - Secrétaire financier du Trésor : Baron Livermore
  - Secrétaire économique du Trésor : Emma Reynolds
  - Secrétaire de l'Échiquier au Trésor : James Murray

- Secrétaire permanent : James Bowler

### Agences exécutives
- Asset Protection Agency
- National Savings & Investments
- The Royal Mint
- UK Debt Management Office
- HM Revenue and Customs
  - Valuation Office Agency